# 아라비 파샤

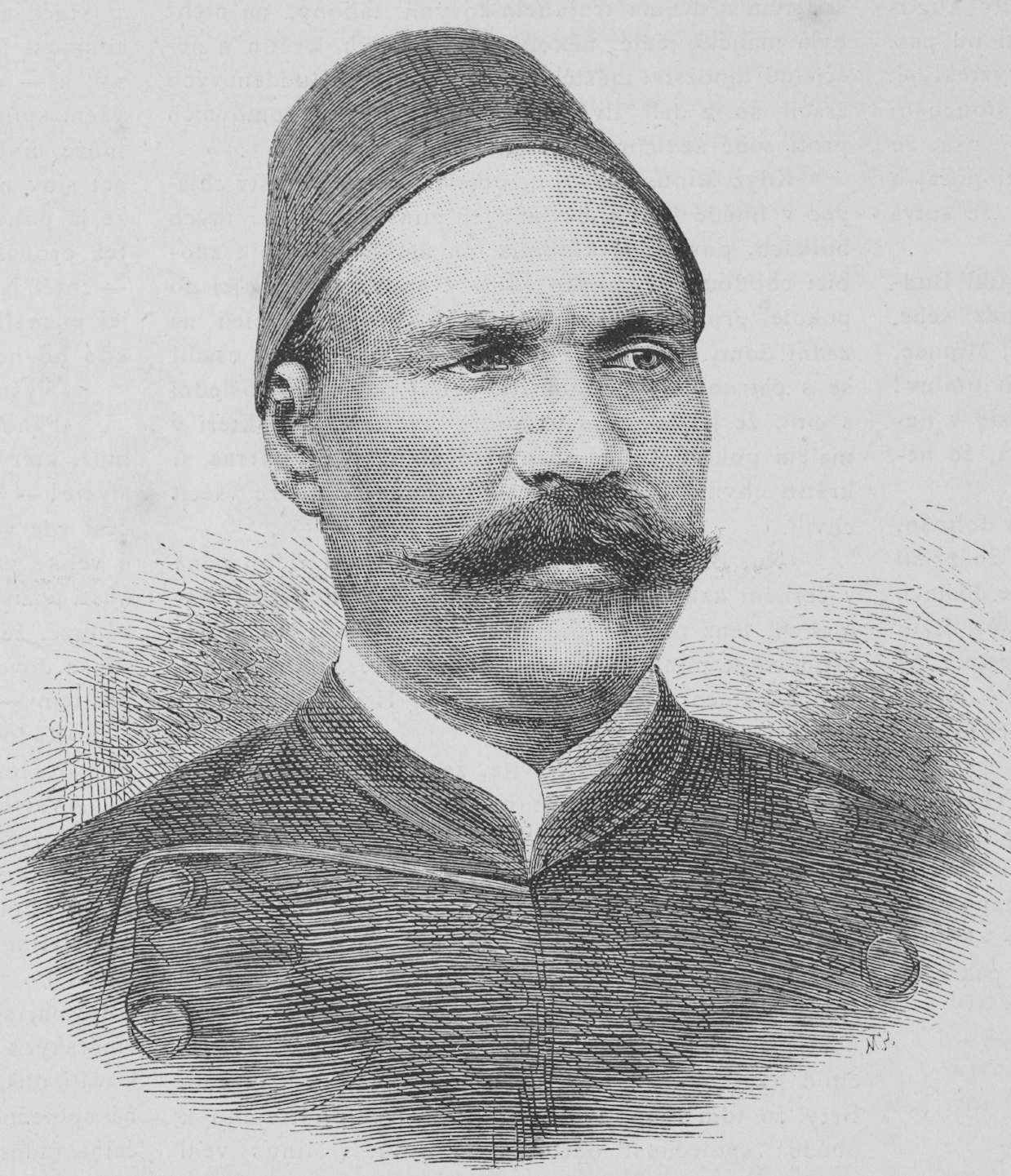
아라비 파샤 (1882년)

아라비 파샤(Arabi Pasha, 1841년 4월 1일 ~ 1911년 9월 21일) 또는 아흐메드 우라비(Ahmed Urabi)는 이집트의 독립 운동가다.
농민의 아들로 출생하였으며, 군인으로서 이집트가 오스만 투르크 지배하에 있을 당시 반터키 운동에 참가하였다. 또한 이집트는 경제적으로 오스만 투르크를 원조하던 영국과 프랑스의 간섭도 받고 있었는데, 그는 이러한 외국의 지배에 반대하는 반란군의 중심 인물이었다.
1882년 군사 대신이 되어 영국의 군사 간섭을 반대하는 데 앞장 섰다. 이 해 몇몇의 급진파가 알렉산드리아에서 그곳에 머물고 있던 외국인에게 손해를 입히자 영국이 군대를 보내어 싸우게 되었는데, 이 싸움에서 패하고 아라비 파샤는 포로가 되었다. 사형 선고를 받았으나 후에 죄가 풀려 이집트로 돌아왔다. '이집트 독립의 아버지'라고 불린다.